# Rock in Rio Douro
Rock in Rio Douro (en español, Rock en Río Duero) es el sexto álbum de estudio del grupo portugués de pop rock GNR. Salió a la venta en abril de 1992. El CD consiste en 9 canciones originales.
Incluye la canción "Sangue oculto" (Sangre oculta), realizada conjuntamente con el vocalista del grupo La Frontera, Javier Andréu, en ambos idiomas, portugués y español.

## Lista de canciones
| N.º | Título                                           | Duración |
| --- | ------------------------------------------------ | -------- |
| 1   | Sangue oculto(1) (Sangre oculta)                 |          |
| 2   | Quando telefone pecca (Cuando el teléfono suena) |          |
| 3   | Pronúncia do norte(2) (Pronunciación del norte)  |          |
| 4   | Acorda (Acuerdo)                                 |          |
| 5   | Ana Lee                                          |          |
| 6   | Sub-16                                           |          |
| 7   | Que importa (Qué importa?)                       |          |
| 8   | Homem mau (Hombre malo)                          |          |
| 9   | Toxicidade (Toxicidad)                           |          |
| 10  | Sangue oculto II(3) (Sangre oculta II)           |          |

- (1) - A dúo con Javier Andreu
- (2) - A dúo con Isabel Silvestre
- (3) - Versión sólo en portugués